# 2019년 선댄스 영화제
제35회 선댄스 영화제는 2019년 1월 24일에 열린 시상식이다.

## 수상 및 후보

### 심사위원대상(미국 드라마)
- 클레멘시 - 치노늬 추크우 수상

### 심사위원대상(미국 다큐멘터리)
- 원 차일드 네이션 - 난푸 왕 외 1명 수상

### 심사위원대상(월드시네마 드라마틱)
- 더 수베니어 - 조안나 호그 수상

### 심사위원대상(월드시네마 다큐멘터리)
- 허니랜드 - 타마라 코테브스카 외 1명 수상

### 관객상(미국 드라마)
- 브리타니 런스 어 마라톤 - 폴 다운스 콜라이조 수상

### 관객상(미국 다큐멘터리)
- 녹 다운 더 하우스 - 레이첼 리어스 수상

### 관객상(월드시네마 드라마틱)
- 퀸 오브 하츠 - 메이 엘-투키 수상

### 관객상(월드시네마 다큐멘터리)
- 씨 오브 쉐도우즈 - 리처드 래드카니 수상

### 관객상(베스트 오브 넥스트)
- 인필트레이터스 - 크리스티나 이바라 외 1명 수상

### 감독상(미국 드라마)
- 더 라스트 블랙 맨 인 샌프란시스코 - 조 탈보트 수상

### 감독상(미국 다큐멘터리)
- 아메리칸 팩토리 - 스티븐 보그너 외 1명 수상

### 감독상(월드시네마 드라마)
- 더 샤크 - 루시아 가리발디 수상

### 감독상(월드시네마 다큐멘터리)
- 콜드 케이스 하마슐드 - 매즈 브루거 수상

### 각본상(미국 드라마)
- 쉐어 - 피파 비안코 수상

### 심사위원특별상(미국 드라마) - 비전 앤 크래프트
- 허니 보이 - 엘머 하렐 수상

### 심사위원특별상(미국 드라마) Collaborate Vision
- 더 라스트 블랙 맨 인 샌프란시스코 - 조 탈보트 수상

### 심사위원특별상(미국 다큐멘터리) - Emerging Filmmaker
- 조라인 - 리자 만델업 수상

### 심사위원특별상(미국 다큐멘터리)
- 올웨이즈 인 시즌 - 재클린 올리브 수상

### 심사위원특별상(미국 다큐멘터리) - 편집상
- 아폴로 11 - 토드 더글라스 밀러 수상

### 심사위원특별상(미국 다큐멘터리) - 촬영상
- 미드나잇 패밀리 - 루크 로렌첸 수상

### 심사위원특별상(월드시네마 드라마틱)
- 모노스 - 알레한드로 란데스 수상

### 심사위원특별상(월드시네마 다큐멘터리)
- 미드나잇 트래블러 - 하산 파질 수상

### 심사위원특별상(월드시네마 다큐멘터리) - 임팩트 포 체인지
- 허니랜드 - 타마라 코테브스카 외 1명 수상

### 심사위원특별상(월드시네마 다큐멘터리) - 촬영
- 허니랜드 - Fejmi Daut 외 1명 수상

### 심사위원특별상(월드시네마 다큐멘터리) - 원작
- 위 아 리틀 좀비스 - 나가히사 마코토 수상

### 심사위원대상-단편
- 아지자 - 소다데 카단 수상

### 심사위원상-미국단편
- 그린 - 수잔 앤드류스 코레아 수상

### 심사위원상-국제단편
- 던야스 데이 - 라에드 아르세마리 수상

### 심사위원상-단편애니메이션
- 르네폽토시스 - 레니 잔 수상

### 심사위원상-단편논픽션
- 고스트 오브 슈가 랜드 - 바삼 터릭 수상

### 심사위원특별상-연기상
- 쉐어 - Rhianne Barreto 수상

### 심사위원특별상-연기상(월드 시네마)
- 돌체 파인 조르나타 - Krystyna Janda 수상

### 심사위원특별상-국제단편감독상
- 패스트 호스 - 알렉산드라 라자로위치 수상
- 더 마이너스 - 로버트 맥호이안 수상

### 알프레드 P. 슬로안 상
- 더 보이 후 하네스드 더 윈드 - 치웨텔 에지오포 수상

### 넥스트 이노베이터상
- 인필트레이터스 - 크리스티나 이바라 외 1명 수상

### 미국 드라마틱 경쟁
- 비포 유 노 잇 - 한나 펄 유트
- 빅 타임 어덜레슨스 - 제이슨 오를리
- 브리타니 런스 어 마라톤 - 폴 다운스 콜라이조
- 클레멘시 - 치노늬 추크우
- 할라(영어판) - 민할 베이그
- 허니 보이 - 엘머 하렐
- 이매지너리 오더 - 데브라 에이센스타트
- 루스 - 줄리어스 오나
- 미스 퍼플 - 저스틴 전
- 네이티브 선 - 라쉬드 존슨
- 쉐어 - 피파 비안코
- 더 페어웰 - 룰루 왕
- 더 라스트 블랙 맨 인 샌프란시스코 - 조 탈보트
- 뎀 댓 팔로우 - 브리타니 풀턴 외 1명
- 더 사운드 오브 사일런스 - 마이클 티불스키
- 투 더 스타스 - 마사 스티븐스

### 미국 다큐멘터리 경쟁
- 올웨이즈 인 시즌 - 재클린 올리브
- 아메리칸 팩토리 - 스티븐 보그너 외 1명
- 아폴로 11 - 토드 더글라스 밀러
- 베들램 - 케네스 폴 로젠버그
- 데이비드 크로스비: 리멤버 마이 네임 - A.J. 이튼
- 헤일 사탄? - 페니 레인
- 조라인 - 리자 만델업
- 녹 다운 더 하우스 - 레이첼 리어스
- 미드나잇 패밀리 - 루크 로렌첸
- 마이크 월레스 이즈 히어 - 애비 벨킨
- 문라이트 소나타: 데프네스 인 쓰리 무브먼츠 - 아이린 테일러 브로드스키
- 원 차일드 네이션 - 난푸 왕 외 1명
- 퍼호키 - 이베테 루카스 외 1명
- 타이거랜드 - 로스 카우프만
- 언타이틀드 어메이징 조나단 다큐멘터리 - 벤 베르만
- 웨얼즈 마이 로이 콘 - 맷 타이노어

### 월드시네마 드라마틱 경쟁
- 더티 갓 - 사샤 폴락
- 디바인 러브 - 가브리엘 마스카로
- 돌체 파인 조르나타 - 야첵 보에르추크
- 주디 앤 펀치 - 미라 폴크스
- 코코-디 코코-다 - 요하네스 니홀름
- 모노스 - 알레한드로 란데스
- 퀸 오브 하츠 - 메이 엘-투키
- 더 라스트 트리 - 숄라 아무
- 더 샤크 - 루시아 가리발디
- 더 수베니어 - 조안나 호그
- 디스 이즈 낫 베를린 - 하리 사마
- 위 아 리틀 좀비스 - 나가히사 마코토

### 월드시네마 다큐멘터리 경쟁
- 애드버킷 - 레이첼 레아 존스
- 콜드 케이스 하마슐드 - 매즈 브루거
- 가자 - 게리 킨 외 1명
- 허니랜드 - 타마라 코테브스카 외 1명
- 라푸 - 후안 파블로 폴랑코
- 미드나잇 트래블러 - 하산 파질
- 씨 오브 쉐도우즈 - 리처드 래드카니
- 슈팅 더 마피아 - 킴 론지노트
- 스티그 라르손 - 더 맨 후 플레이드 위드 파이어 - 헨릭 조그쏜
- 더 디서피어런스 오브 마이 마더 - 베니아미노 바레스
- 디 엣지 오브 데모크라시 - 페트라 코스타
- 더 매직 라이프 오브 V - 토니슬라브 흐리스토프

### 인디 에피소딕
- Delhi Crime Story - 리치 메타
- 걸즈 위켄드 - 카이라 세드윅
- 돈 허그 미 아임 스케어드 - 벡키 슬로안 외 1명
- 부트스트랩트 - 스테파니 레잉
- 메기 - 사샤 고든
- 쿼터 라이프 포에트리 - 사만다 제인 외 1명
- 더 드레스 업 갱 - 롭 보드만
- 딜리버리 걸 - 케이트 크리거
- 잇츠 낫 어바웃 지미 킨 - 케일럽 자페
- 워크 인 프로그레스 - 팀 메이슨
- State of the Union - 닉 혼비
- Wu-Tang Clan: Of Mics and Men - 사샤 젠킨스

### 단편영화 부문
- 라벤더 - 매튜 푸치니
- 패스트 호스 - 알렉산드라 라자로위치
- 던야스 데이 - 라에드 아르세마리
- 파더랜드 - 조지 시하룰리제
- 미술관 견학 - 엔지 파크 이 리
- 원 캄보디언 패밀리 플리즈 포 마이 플레져 - 안나 마테무치
- 페더스 - A.V. 록웰
- 선물 - 아딧야 아흐메드
- 올드 헌트 - 앤드레 하이랜드
- 블랙 14 - 다리우스 클라크 몬로에
- 매니큐어 - 아르만 파야즈
- 하우 더즈 잇 스타트 - 엠버 실리
- 스로트 싱잉 인 캥거수크 - 에바 카우카이 외 1명
- 브라더후드 - 메리암 주보르
- 락다운 - 로건 조지 외 1명
- 아지자 - 소다데 카단
- 페인팅 스펠스 - 스카이 호핀카
- 퍽 유 - 아넷트 시도르
- 이스터 스냅 - 라멜 로스
- 더 마이너스 - 로버트 맥호이안
- 더 사일런스 오브 더 다잉 피쉬 - 바실리스 케카토
- 아달라마드리나 - 카를로타 옴즈
- 전기 사자의 여름 - 디에고 세스페데스
- 더 팬텀 52 - 제프 마슬렛
- 더 랫 - 칼렌 메이 만
- 그린 - 수잔 앤드류스 코레아
- 스쿼럴 - 알렉스 카부츠스키
- 바조 라 솜브라 델 구아카리 - 그렉 멘데즈
- 썸타임즈, 아이 띵크 어바웃 다잉 - 스테파니 아벨 호로비츠
- 버즈 인 더 어스 - 마르야 헬란데르
- 더 필드 - 산디야 수리
- 프란 디스 썸머 - 메리 에반젤리스타
- 쿠르드 오일 - 크리스토퍼 굿
- 더 고스트 비하인드 - 캐롤라인 럼리
- 디자이어스 오브 더 플래쉬 - 라파엘라 카멜로

### 단편 다큐멘터리 부문
- 올 인클루시브 - 코리나 슈윙루버 일리치
- 엣지콤브 - 크리스탈 카이자
- 라이프 인 미니어처 - 엘렌 에반스
- 리브레 - 안나 바산
- 에브리씽 유 원티드 투 노 어바웃 서든 벌스* (*벗 워 어프레이드 투 에스크) - 스콧 칼로니코
- 둘세 - 기예 이사 외 1명
- 잇츠 고잉 투 비 뷰티풀 - 루이스 구티에레즈 아리아스 외 1명
- 스테이 클로즈 - 슈한 판 외 1명
- 더 터프 - 마르친 폴라
- 고스트 오브 슈가 랜드 - 바삼 터릭
- 라이프 오버테이크 미 - 존 햅타스 외 1명

### 단편 애니메이션(애니메이션 스포트라이트)
- 언트래블 - 애나 네델코빅 외 1명
- 르네폽토시스 - 레니 잔
- 더 콜 - 안카 다미안
- 노크 스트라이크 - 제니스 리골 엘졸라 외 2명
- 오본 - 안드레 회어만 외 1명
- 옥테인 - 제론 브랙스턴
- 카운트 유어 컬시즈 - 로렌 야보
- 애시드 레인 - 토마시 포파쿨

### 단편 미드나잇
- 도킹 - 트레버 앤더슨
- 차우보이스: 언 아메리칸 포크테일 - 애덤 브룩스 외 4명
- 엔드 - 위미트 라미레즈
- 언더 커버 - 미카엘라 올센
- 수어사이드 바이 선라이트 - 니키아투 주수
- 애니미스티카 - 니키 슈스터
- 산 - 저스트 필리포트
- 치치 - 데이비드 네시

### 단편 뉴 프론티어
- 케이블스트리트 - 메러디스 랙키
- 아이 스너크 오프 더 슬레이브 쉽 - 로니 홀리 외 1명
- 아메리카 - 가렛 브래들리
- 애즈 톨드 투 G/D 다이셀프 - 터렌스 낸시 외 4명

### 단편 프리씨딩 피쳐스
- 알바트로스 수프 - 위니 청
- 강아지 청년 실업 - 소방견 - 빌 플림턴
- 시나브 - 라일 밋첼 코빈 주니어
- 여동생 - 스치 송
- 도즈 배드 띵스 - 로리스 주세페 네세
- 선다우너즈 - 리사 스틴
- 더 디스퍼제스트 - 무사 시드

### 넥스트
- 아담 - 리즈 언스트
- 기브 미 리버티 - 키릴 미칸노브스키
- 라이트 프롬 라이트 - 폴 하릴
- 파라다이스 힐즈 - 앨리스 웨딩턴
- 프리메추얼 - 라샤드 에르네스토 그린
- 셀라 앤 더 스페이드 - 타야리샤 포
- 시스터 에이미 - 사만다 벅 외 1명
- 더 데스 오브 딕 롱 - 다니엘 쉐이너트
- 인필트레이터스 - 크리스티나 이바라 외 1명
- 더 울프 아워 - 앨리스테어 뱅스 그리핀

### 미드나잇
- 코퍼레이트 애니멀즈 - 패트릭 브라이스
- 그리너 그래스 - 조슬린 디보어 외 1명
- 리틀 몬스터즈 - 아베 포사이스
- 메모리: 더 오리진스 오브 에이리언 - 알렉상드르 오 필립
- 모프 - 루카스 헤이네
- 스위트하트 - J.D. 딜라드
- 더 홀 인 더 그라운드 - 리 크로닌
- 더 로지 - 스베린 피알라 외 1명
- 운즈 - 바박 안바리

### 스팟라이트
- 안트로포센: 더 휴먼 에포크 - 제니퍼 베이치월 외 2명
- 길 위의 새들 - 치로 구에라 외 1명
- 메이든 - 알렉스 홈즈
- 더 비기스트 리틀 팜 - 존 체스터
- 더 마운틴 - 릭 알버슨
- 나이팅게일 - 제니퍼 켄트

### 프리미어
- 애프터 더 웨딩 - 바트 프룬디치
- 애니멀즈(영어판) - 소피 하이드
- 블라인디드 바이 더 라이트 - 거린더 차다
- 익스트림리 위키드, 쇼킹리 이블 앤 바일 - 조 벌링거
- 나의 마더 - 그랜트 스푸토레
- 레이트 나잇 - 니샤 가나트라
- 오피셜 시크릿 - 개빈 후드
- 패들톤 - 알렉상드르 레만
- 포토그래프 - 리테쉬 바트라
- 리리브 - 제이콥 아론 이스터스
- 손자: 더 화이트 스완 - 안네 세비스퀴
- 더 보이 후 하네스드 더 윈드 - 치웨텔 에지오포
- 무스탕 - 로르 드 클레르몽-토네르
- 더 리포트 - 스콧 Z. 번스
- 선리트 나이트 - 다비드 브넨트
- 투모로우 맨 - 노블 존스
- 탑 엔드 웨딩 - 웨인 블레어
- 트룹 제로 - 케이티 엘우드 외 1명
- 벨벳 버즈소우 - 댄 길로이

### 다큐멘터리 프리미어
- 에스크 닥터 루스 - 라이언 화이트
- 핼스튼 - 프레데릭 청
- 러브, 안토샤 - 가렛 프라이스
- 마리안 & 레오나드: 워즈 오브 러브 - 닉 브룸필드
- 미라타 : 하우 멈 데콜로니즈드 더 스크린 - 에페리 미타
- 마일스 데이비스: 벌스 오브 더 쿨 - 스탠리 넬슨
- 레이즈 헬: 더 라이프 & 타임즈 오브 몰리 이빈스 - 제니스 잉겔
- 더 그레이트 핵 - 카림 아메르 외 1명
- 디 인벤터: 아웃 포 블러드 인 실리콘 벨리 - 알렉스 기브니
- 토니 모리스니 더 피시즈 아이 엠 - 티모시 그린필드-샌더스
- 언터처블 - 우르술라 맥팔레인
- 워즈 프롬 어 베어 - 제프리 팔머

### 선댄스 키즈
- 에이브 - 페르난도 그로스테인 안드레이드
- 엘리펀트 퀸 - 빅토리아 스톤 외 1명
- 마녀 사냥꾼 - 라스코 밀리코비치

### 선댄스 컬렉션
- 블레어 윗치 - 다니엘 미릭 외 1명
- 시간과 시대 - 크리스토퍼 먼치

### 스페셜 이벤트
- Documentary Now! Original Cast Album: Co-Op - Alex Buono
- Documentary Now! Season 52 Preview
- Documentary Now! Waiting for the Artist - Alex Buono 외 1명
- Lorena - Joshua Rofe
- Now Apocalypse - 그렉 아라키
- Til Everybody's Free - 에이미 버그
- 리빙 네버랜드 - 댄 리드

### 필름 앤 퍼포먼스
- 아쿠아렐라 - 빅토르 코사코프스키
- 토킹 더 호스 투 이트 잘레비 - 아나미카 학사르
- 월든 - 다니엘 짐머만

### 전시
- 조의영역 - 유태경
- Augmented Reality - Christine Marie
- 아쿠아렐라 - 빅토르 코사코프스키
- The Art of Being - J.B. 거맨 주니어
- Taking the Horse to eat Jaelebis - Anamika Haksar
- 월든 - 다니엘 짐머만
- 4 Feet: Blind Date - Maria Belen Poncio
- Ashe 68 - 브래드 리히텐슈타인
- Ghost Fleet VR - Lucas Gath
- Kaiju Confidential - Thomas O'Donnell
- Last Whispers: An Immersive Oratorio - Lena Herzog
- [[Live Stream from Yuki <3]] - Tsung-Han Tsai
- Marshall from Detroit - Caleb Slain
- RocketMan 360 - Millo Simulov